# Ashéninka
Ne doit pas être confondu avec Ashaninka ou Ashaninka (langue).
L’ashéninka est une langue arawakienne, ou un continuum linguistique composé de plusieurs variantes de l’ashéninka-ashaninka, parlée par les Asháninkas au Brésil et au Pérou.

## Écriture
| a | ch | e | g | i | j | k | m | n | ñ | o | p | r | s | sh | t | th | ts | ty | tz | w | y |